# 390

## Родени
- Лъв I, римски папа

## Починали
- Григорий Богослов, християнски светец.